# Belgische Eishockeynationalmannschaft
Die belgische Eishockeynationalmannschaft wird nach der Weltmeisterschaft 2024 in der IIHF-Weltrangliste auf Platz 39 geführt und spielt bei der Weltmeisterschaft in der Division II.

## Geschichte
In den ersten vier Jahrzehnten des 20. Jahrhunderts gehörte Belgien zu den Topnationen im Eishockey und konnte zahlreiche Erfolge vorweisen. Während ihrer ersten vier Teilnahmen an der Eishockey-Europameisterschaft konnten die Belgier jeweils eine Medaille gewinnen, drei Mal Bronze und 1913 sogar die Goldmedaille als Europameister. Einzig auf die Teilnahme an der EM 1912 wurde verzichtet, die später von der IIHF aufgrund der fehlenden Verbandsmitgliedschaft Österreichs für ungültig erklärt wurde.
Belgien nahm an den ersten drei Olympischen Eishockeyturnieren teil, die gleichzeitig als Weltmeisterschaft galten. Auf die Teilnahme an den Winterspielen 1932 in Lake Placid verzichtete Belgien wie die meisten europäischen Teilnehmer aus Kostengründen, trat jedoch Winterspielen 1936 in Garmisch-Partenkirchen wieder an. Vom Abstieg 1950 in das Criterium Eurepéen (die spätere B-Weltmeisterschaft) konnte sich Belgien in der Folgezeit nicht mehr erholen und spielte ab 1961 nur noch in der C- und D-Weltmeisterschaft. Während der Eishockeysport in den anderen europäischen Ländern zunehmend professionalisiert wurde, entwickelte er sich in Belgien zu einer Randsportart. Einzig 2004 spielte Belgien noch einmal in der Division I genannten zweithöchsten Leistungsstufe der Weltmeisterschaften, stieg jedoch direkt wieder in die Division II ab, in der es seither spielt. Im Zuge der IIHF-Strukturreform zur WM 2012 wurde Belgien in die fünftklassige Division II, Gruppe B, eingestuft. Der direkte Aufstieg in die nächsthöhere Spielklasse (Division II, Gruppe A) konnte aber im gleichen Jahr realisiert werden.

## Platzierungen bei internationalen Turnieren
- 1910 – 3. Platz (EM)
- 1911 – 3. Platz (EM)
- 1912 – keine Teilnahme (EM)

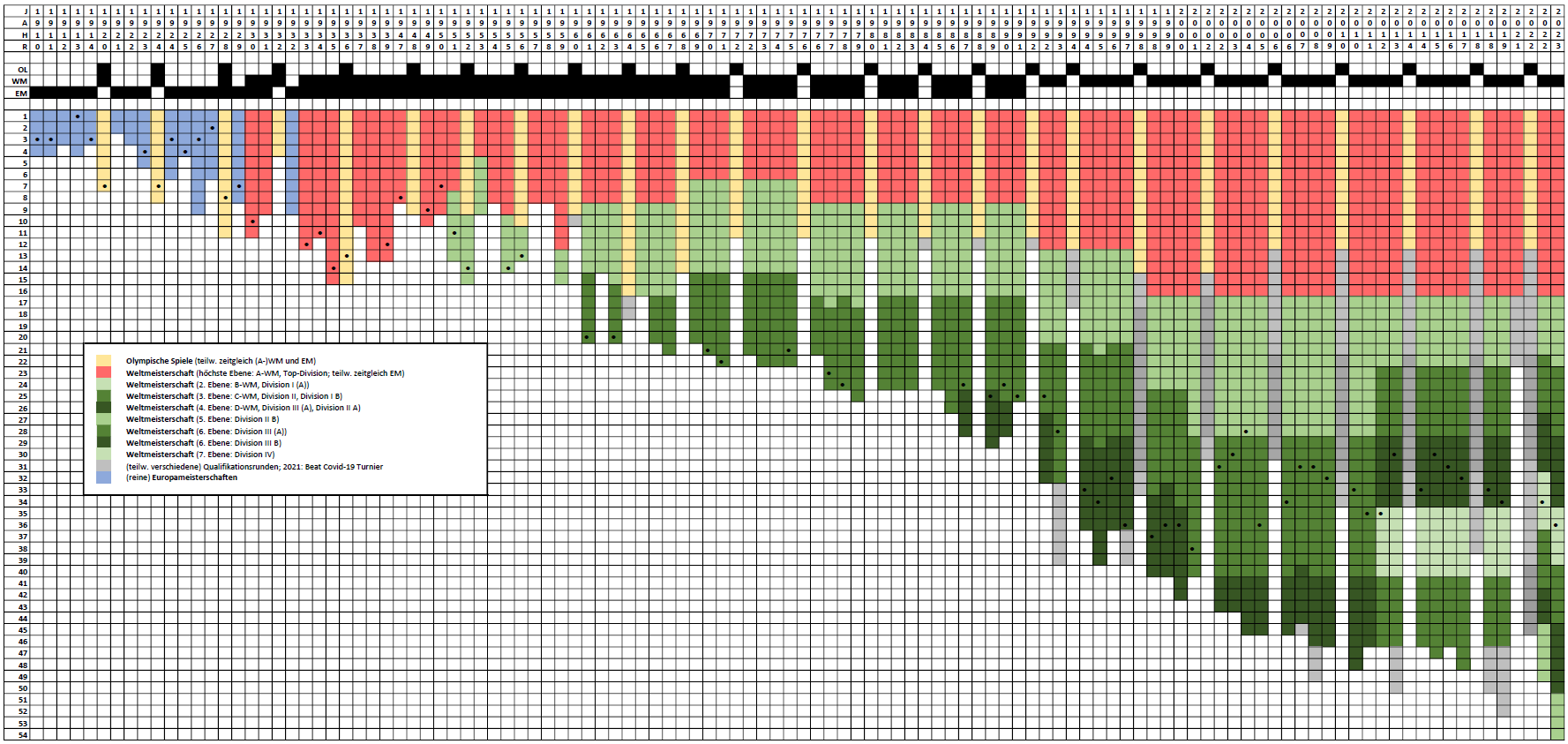
Platzierungen der belgischen Eishockeynationalmannschaft bei Olympischen Spielen, Europa- und Weltmeisterschaften (bis 2023)

- 1913 – 1. Platz (EM) – Europameister
- 1914 – 3. Platz (EM)
- 1920 – 7. Platz (Olympische Spiele und WM)
- 1921 – keine Teilnahme (EM)
- 1922 – keine Teilnahme (EM)
- 1923 – 4. Platz (EM)
- 1924 – 7. Platz (Olympische Spiele und WM)
- 1924 – 3. Platz (EM)
- 1925 – 4. Platz (EM)
- 1926 – 3. Platz (EM)
- 1927 – 2. Platz (EM)
- 1928 – 8. Platz (Olympische Spiele und WM)
- 1929 – 7. Platz (EM)
- 1930 – 10. Platz (WM)
- 1931 – keine Teilnahme (WM)
- 1932 – keine Teilnahme (Olympische Spiele und WM)
- 1932 – keine Teilnahme (EM)
- 1933 – 12. Platz (WM)
- 1934 – 11. Platz (WM)
- 1935 – 14. Platz (WM)
- 1936 – 14. Platz (Olympische Spiele und WM)
- 1937 – keine Teilnahme (WM)
- 1938 – keine Teilnahme (WM)
- 1939 – 12. Platz (WM)
- 1947 – 8. Platz (WM)
- 1948 – keine Teilnahme (Olympische Spiele und WM)
- 1949 – 9. Platz (WM)
- 1950 – 7. Platz (WM)
- 1951 – 4. Platz (Criterium Eurepéen, zukünftige B-WM)
- 1952 – 5. Platz (B-WM)
- 1953 – keine Teilnahme (WM)
- 1954 – keine Teilnahme (WM)
- 1955 – 6. Platz (B-WM)
- 1956 – 3. Platz (inoffizielle B-WM), keine Teilnahme (Olympische Spiele)
- 1957 – keine Teilnahme (WM)
- 1958 – keine Teilnahme (WM)
- 1959 – keine Teilnahme (WM)
- 1960 – keine Teilnahme (Olympische Spiele und WM)
- 1961 – 6. Platz (C-WM)
- 1962 – keine Teilnahme (WM)
- 1963 – 6. Platz (C-WM)
- 1964 – keine Teilnahme (Olympische Spiele und WM)
- 1965 – keine Teilnahme (WM)
- 1966 – keine Teilnahme (WM)
- 1967 – keine Teilnahme (WM)
- 1968 – keine Teilnahme (Olympische Spiele und WM)
- 1969 – keine Teilnahme (WM)
- 1970 – 7. Platz (C-WM)
- 1971 – 8. Platz (C-WM)
- 1972 – keine Teilnahme (Olympische Spiele)
- 1972 – keine Teilnahme (WM)
- 1973 – keine Teilnahme (WM)
- 1974 – keine Teilnahme (WM)
- 1975 – 7. Platz (C-WM)
- 1976 – keine Teilnahme (Olympische Spiele)
- 1976 – keine Teilnahme (WM)
- 1977 – 6. Platz (C-WM)
- 1978 – 8. Platz (C-WM)
- 1979 – keine Teilnahme (WM)
- 1980 – keine Teilnahme (Olympische Spiele)
- 1981 – keine Teilnahme (WM)
- 1982 – keine Teilnahme (WM)
- 1983 – keine Teilnahme (WM)
- 1984 – keine Teilnahme (Olympische Spiele)
- 1985 – keine Teilnahme (WM)
- 1986 – keine Teilnahme (WM)
- 1987 – 8. Platz (C-WM)
- 1988 – keine Teilnahme (Olympische Spiele)
- 1989 – 1. Platz (D-WM)
- 1990 – 8. Platz (C-WM)
- 1991 – 9. Platz (C-WM)
- 1992 – keine Teilnahme (Olympische Spiele)
- 1992 – 5. Platz (C1-WM)
- 1993 – 8. Platz (C-WM)
- 1994 – keine Teilnahme (Olympische Spiele)
- 1994 – 5. Platz (C2-WM)
- 1995 – 5. Platz (C2-WM)
- 1996 – 4. Platz (D-WM)
- 1997 – 8. Platz (D-WM)
- 1998 – keine Teilnahme (Olympische Spiele)
- 1998 – 4. Platz (D-WM)
- 1999 – 4. Platz (D-WM)
- 2000 – 2. Platz (D-WM)
- 2001 – 5. Platz (Division II, Gruppe B)
- 2002 – keine Teilnahme (Olympische Spiele)
- 2002 – 2. Platz (Division II, Gruppe A)
- 2003 – 1. Platz (Division II, Gruppe B)
- 2004 – 6. Platz (Division I, Gruppe B)
- 2005 – 4. Platz (Division II, Gruppe B)
- 2006 – keine Teilnahme (Olympische Spiele)
- 2006 – 3. Platz (Division II, Gruppe A)
- 2007 – 2. Platz (Division II, Gruppe A)
- 2008 – 2. Platz (Division II, Gruppe A)
- 2009 – 2. Platz (Division II, Gruppe B)
- 2010 – keine Teilnahme (Olympische Spiele)
- 2010 – 3. Platz (Division II, Gruppe A)
- 2011 – 4. Platz (Division II, Gruppe A)
- 2012 – 1. Platz (Division II, Gruppe B)
- 2013 – 2. Platz (Division II, Gruppe A)
- 2014 – keine Teilnahme (Olympische Spiele)
- 2014 – 5. Platz (Division II, Gruppe A)
- 2015 – 2. Platz (Division II, Gruppe A)
- 2016 – 3. Platz (Division II, Gruppe A)
- 2017 – 4. Platz (Division II, Gruppe A)
- 2018 – keine Teilnahme (Olympische Spiele)
- 2018 – 5. Platz (Division II, Gruppe A)
- 2019 – 6. Platz (Division II, Gruppe A)
- 2022 – keine Teilnahme (Olympische Spiele)
- 2022 – 3. Platz (Division II, Gruppe B)
- 2023 – 2. Platz (Division II, Gruppe B)
- 2024 – 1. Platz (Division II, Gruppe B)
- 2025 – 4. Platz (Division II, Gruppe A)